# Aurelian Pavelescu
Aurelian Pavelescu (n. 20 octombrie 1964, Lădești, Vâlcea, România) este un avocat și om politic român. În legislatura 2004-2008, Aurelian Pavelescu a fost ales pe listele Partidului Democrat (PD), iar din februarie 2005 a devenit deputat neafiliat. În 2007 a fost ales prim-vicepreședinte, iar din 2010 a fost ales președinte al Partidului Național Țărănesc Creștin Democrat (PNȚCD).

## Conflictul cu Cristian Terheș
Pe 21 mai 2022, Aurelian Pavelescu a fost acuzat de Comitetul Național de Conducere al PNȚCD la inițiativa lui Cristian Terheș care, ulterior, a fost exclus din partid pentru furtul de documente oficiale din sediul partidului, că a vândut subevaluat sediul partidului și a folosit contul bancar personal pentru tranzacții financiare în numele formațiunii politice, conform datelor de la Autoritatea Electorală Permanentă. Conform acuzațiilor europarlamentarului Cristian Terheș, prejudiciul adus partidului ar fi de 688.000 de lei. Această acuzație a fost ulterior deturnată, tranzacția fiind verificată de către Direcția Națională Anticorupție.
Tot în mai 2022, Aurelian Pavelescu a semnat o alianță între PNȚCD și Alianța pentru Patrie (APP), partid fondat de Liviu Dragnea și Codrin Ștefănescu, ambii fiind vizați în dosare de corupție.. Această alianță a rezultat în securizarea unui loc pe listele europarlamentare pentru PNȚCD. Acest loc a fost ocupat de Cristian Terheș care ulterior a fost exclus din partid.
În timpul conducerii lui Aurelian Pavelescu, partidul istoric al țărăniștilor a înregistrat unele dintre cele mai slabe scoruri la alegerile electorale, liderul PNȚCD fiind acuzat că a dus la decăderea partidului.